# Pixlr
Pixlr ist eine Bildbearbeitungssoftware und ein Bild-Filehosting-Dienst. Die Anwendung ist für die einfache bis fortgeschrittene Fotobearbeitung gedacht. Es gibt drei verschiedene Abonnementmodelle, darunter Free, Premium und Creative Pack.
Pixlr kann sowohl als Webanwendung als auch über die Mobile App auf Smartphones und Tablets genutzt werden. Pixlr ist mit verschiedenen Bildformaten wie JPEG, PNG, WEBP, GIF, PSD (Photoshop-Bild) und PXZ (natives Pixlr-Dokumentenformat) kompatibel.
Im Dezember 2021 führte die Plattform unter neuem Logo weitere Funktionen und zusätzliche Tools, wie beispielsweise Pinsel, Korrekturwerkzeug, Animation und Batch-Upload, ein. Die Pinselfunktion ermöglicht die Erstellung von handgezeichneten Effekten. Mit dem Werkzeug "Korrektur / Heal" können Benutzer unerwünschte Objekte aus ihren Bildern entfernen während die Funktion "Animation" verwendet werden kann, um Bewegungen in ihre Bearbeitungen einzubauen. Benutzer können auch den Batch-Upload verwenden, um bis zu 50 Bilder gleichzeitig zu bearbeiten.

## Geschichte
Pixlr wurde 2008 von Ola Sevandersson, einem schwedischen Entwickler, gegründet. Am 19. Juli 2011 gab das Unternehmen Autodesk bekannt, dass es die Pixlr-Software erworben habe. Das Unternehmen 123RF übernahm Pixlr am 24. April 2017 für einen nicht offengelegten Betrag und Sevandersson trat dem Unternehmen bei.
Die Plattform änderte 2019 ihren Namen und führte Pixlr X, Pixlr E und Pixlr M ein. 2022 kündigte Pixlr sein erstes eigenes digitales Kunstmuseum mit dem Namen Pixlr Genesis an, dessen virtuelle Sammlung aus 10.000 NFT-Kunstwerken besteht, die mit Hilfe von KI erstellt wurden.